# Saint Andrew (Saint Vincent i Grenadyny)

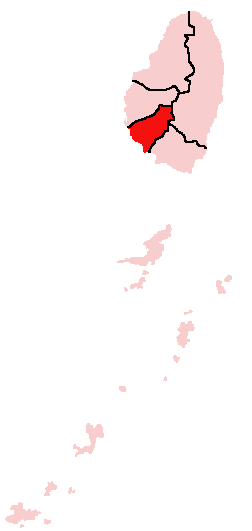
parafia Saint Andrew

Saint Andrew (pl. Święty Andrzej) – parafia, będąca jednostką administracyjną Saint Vincent i Grenadyn położoną na wyspie Saint Vincent. Jej stolicą jest Layou.